# Xavi Forcada
Xavier Forcada Sánchez (Barcelona, 25 de noviembre de 1988) es un jugador de baloncesto español que forma parte de la plantilla del TOAC Basket de la NM2 francesa. Tiene una altura de 1,93 metros y puede ocupar las posiciones de escolta y de alero.

## Trayectoria
Se formó en las categorías inferiores del FC Barcelona, después de destacar en el club de su colegio (San Juan Bosco Horta), y en la temporada 2005/06 jugó en las filas del UB Esplugues de la liga EBA. La siguiente campaña fichó por el CB L'Hospitalet de la liga LEB, equipo en el que permaneció hasta que en la temporada 2007/08 se enroló en las filas del Alimentos de Palencia de la LEB Plata, con el que un año más tarde se proclamó campeón de Liga y Copa de esa misma categoría.
En el verano de 2009 fichó por el Cáceres 2016 de la liga LEB Oro, club con el que tras iniciar la temporada de forma discreta acabó la misma como uno de sus jugadores más destacados ayudando al club a llegar a disputar por primera vez en su historia los play-off de ascenso a la liga ACB.
El entrenador del Cáceres 2016, Gustavo Aranzana, fijó la renovación del jugador como una de las prioridades para la confección de la plantilla de cara a la temporada 2010/11, aunque las negociaciones finalmente no llegaron a concretarse. A principios de agosto el Club Baloncesto Breogán confirmó que se había hecho con los servicios del jugador en un acuerdo por una campaña de duración.
Tras un año en Lugo en el que firmó 4,8 puntos, 2,9 rebotes y 2 asistencias en 19 minutos encuentro y en el que consiguió llegar hasta las semifinales de la lucha por el ascenso a la liga ACB, en julio de 2011 se confirmó su regreso al Cáceres Ciudad del Baloncesto tras firmar un contrato con el club extremeño por una temporada.
Tras firmar unos números de 5,5 puntos y 3 rebotes en unos 22 minutos por partido y ayudar al conjunto extremeño a alcanzar las semifinales de ascenso a la liga Endesa, a finales de julio de 2012 se confirmó su regreso al Palencia Baloncesto, también de LEB Oro.
El 25 de junio de 2022 fichó por el Saint-Vallier Basket Drôme de la Pro B francesa.
El 16 de agosto de 2023, firma por el TOAC Basket de la Nationale Masculine 2 francesa.

### Selección nacional
Fue integrante de las selecciones júnior de España. Disputó el EuroBasket Sub-16 de 2004, los EuroBasket Sub-18 de 2005 y de 2006 llevándose el bronce en este último, y luego el Mundial Sub-19 de 2007 en Serbia, siendo uno de los jugadores más destacados de la selección con una media de 17,9 puntos por partido.